# 이치조 미유키
이치조 미유키(一城 みゆ希) 또는 오카모토 히로코(岡本浩子, 1947년 8월 23일 ~ 2023년 10월 24일)는 일본의 성우이자 가수였다.
이와테현 미즈사와시에서 태어나 가수를 결심하고 쇼치쿠 음악 무용 학교에서 훈련을 받았으며, 1970년 음악 버라이어티 쇼 스테이지 101에 출연했다. 1972년 엄마와 함께에 출연했으며 쇼에서 인형극 부분을 본 후 성우에 참여하도록 영감을 받았다.

## 작품

### 애니메이션 텔레비전
- 야와라!
- 명탐정 코난
- 기동전사 건담 수성의 마녀

### 애니메이션 영화
- 곶의 마요이가

### 더빙
- 심슨 가족
- 누가 로저 래빗을 모함했나
- 스피드 (1994년 영화)